# Dzień Doktora
Dzień Doktora (ang. The Day of the Doctor) – rocznicowy odcinek specjalny brytyjskiego serialu science-fiction pt. Doktor Who, który jest pierwszym odcinkiem tego serialu wyprodukowanym w technologii 3D. Producentami wykonawczymi odcinka byli Faith Penhale oraz Steven Moffat, który napisał również scenariusz odcinka. Premiera odcinka odbyła się 23 listopada 2013 roku, w dniu pięćdziesiątej rocznicy wyemitowania pierwszego odcinka serialu, nie tylko na kanale BBC One, ale także na stacjach telewizyjnych i w kinach na całym świecie. W ten sposób Doktor Who został wpisany do księgi rekordów Guinnessa za największą jednoczesną emisję, która objęła 94 kraje świata. Odcinek ten zdobył także nagrodę publiczności Radio Times na ceremonii rozdania nagród telewizyjnych Brytyjskiej Akademii Filmowej w 2014 roku.
Odcinek przedstawia ostatnie dni wielkiej wojny o czas, w których Doktor wojny (John Hurt) decyduje się unicestwić zarówno Daleków jak i własną rasę, by zakończyć ten ogromny konflikt. Historia ta przeplata się z wydarzeniami we współczesnym Londynie, gdzie organizacja UNIT rozważa zagładę Londynu, by nie dopuścić do inwazji obcych.
Główne role w odcinku odgrywają Matt Smith (jedenasty Doktor) oraz Jenna Coleman (Clara Oswald). W odcinku pojawiają się również David Tennant (dziesiąty Doktor) oraz Billie Piper (jako broń masowej zagłady, która przyjęła wygląd Rose Tyler), która jest niewidoczna dla wszystkich z wyjątkiem Doktora wojny (John Hurt). Gościnnie wystąpili także Joanna Page jako królowa Elżbieta I oraz Jemma Redgrave jako Kate Stewart, córka jednego z przyjaciół i towarzyszy Doktora, brygadiera Lethbridge-Stewarta. Ponadto w odcinku mają swoje cameo Peter Capaldi, który zastępuje Smitha w roli Doktora w kolejnym odcinku (Czas Doktora), a także Tom Baker, odtwórca roli czwartego Doktora. W odcinku tym głównymi antagonistami są Dalekowie oraz Zygoni, zmiennokształtni kosmici, którzy pojawili się wcześniej w odcinku Terror of the Zygons w 1975 roku.
Ponieważ odcinkiem tym serial świętował 50-lecie swojego istnienia, pojawiło się w nim wiele odniesień do wcześniejszych odcinków serialu. Z odcinkiem związane są również dwa mini-odcinki, a z obchodami pięćdziesięciolecia serialu także dramat historyczny An Adventure in Space and Time oraz skecz The Five(ish) Doctors Reboot.

## Fabuła
Clara Oswald po kolejnym dniu zajęć w szkole Coal Hill otrzymuje wiadomość od jedenastego Doktora i jedzie mu na spotkanie. Gdy spotykają się w TARDIS, ta niespodziewanie zostaje przetransportowana drogą powietrzną na Trafalgar Square przez Kate Stewart i UNIT. Tam Kate przekazuje Doktorowi wiadomość napisaną przez jego żonę, Elżbietę I, w której oświadcza ona, że jeżeli w tajnej galerii zwanej „Undergallery”, w której przechowuje się niebezpieczną sztukę, wydarzy się coś niezwykłego, życzy sobie by go wezwać. Jako potwierdzenie, że wiadomość została napisana właśnie przez nią, Doktorowi pokazany zostaje obraz wykonany technologią Władców czasu – w trójwymiarze przy wykorzystaniu kostek hipostatycznych. Obraz przedstawia upadek drugiego pod względem wielkości miasta planety Władców czasu – Gallifrey, Arkadii, w ostatnich dniach wielkiej wojny o czas. W „Undergallery” Kate wyjaśnia Doktorowi, że wezwano go, gdyż z przechowywanych tam obrazów zostało wybite szkło z ram i zniknęły postacie, które na owych obrazach widniały. W trakcie badania obrazów otwiera się w galerii portal czasoprzestrzenny, w który Doktor decyduje się wskoczyć.
W zawierusze wielkiej wojny o czas, wojenna inkarnacja Doktora decyduje się na ostateczny krok, by zakończyć wojnę – kradnie z arsenału broni na Gallifrey starożytną broń masowej zagłady nazwaną „Chwila” (the Moment), w celu jej wykorzystania. Chce zniszczyć zarówno Władców czasu jak i Daleków, gdyż z powodu wojny cierpi cały wszechświat. Chwila jest obdarzona świadomością i wykształciła w sobie sumienie, które jej interfejs manifestuje w formie jednej z przyszłych towarzyszek Doktora, Rose Tyler. Interfejs uważa, że masowa zagłada nie jest właściwym sposobem na zakończenie konfliktu i wyznacza Doktorowi karę – jeżeli zdecyduje się na masową zagładę, będzie musiał żyć z tym dalej i pamiętać co uczynił. Chwila pokazuje mu jakim człowiekiem się stanie jeżeli to zrobi, otwierając portal czasoprzestrzenny do jedenastego i dziesiątego Doktora. W ten sposób trójka Doktorów spotyka się w 1562 roku w Anglii, gdzie w tym czasie dziesiąty Doktor próbował wyśledzić Zygonów. Doktor spotyka swoje dwie przyszłe inkarnacje, które odkrywają, że Zygon przyjął formę królowej Elżbiety I. Cała trójka zostaje schwytana i uwięziona w londyńskiej Tower.
W tym czasie w Czarnych Archiwach UNIT-u, które znajdują się współcześnie w londyńskiej Tower i które zostały zabezpieczone przed materializacją TARDIS, Clara odkrywa, że Zygoni z czasów elżbietańskich wykorzystali kostki hipostatyczne, by wejść do trójwymiarowych obrazów w „Undergallery” i przeczekać kolejne wieki. Zygoni zdecydowali się wyjść z obrazów w 2013 roku i wykorzystać wygląd personelu UNIT, by zinfiltrować ich placówkę i dostępne im technologie. W celi, gdzie przebywają trzej Doktorzy, Chwila zachęca wojenną inkarnację Doktora, by zadał pytania, na które chciałby znać odpowiedzi, zanim zdecyduje się na zniszczenie Gallifrey. Jedenasty Doktor wydrapuje w filarze celi kod aktywacyjny do manipulatora wirów czasowych, który znajduje się w Czarnych Archiwach, którego następnie używa w teraźniejszości Clara, by spotkać się z Doktorami. Wkrótce Doktorzy i Clara spotykają prawdziwą królową Elżbietę, która wyjaśnia im plan Zygonów, mający za cel podbicie Ziemi. Następnie dziesiąty Doktor, zgodnie z obietnicą, żeni się z Elżbietą, po czym odchodzi w towarzystwie swoich pozostałych wcieleń i Clary swoją TARDIS. W międzyczasie Kate Stewart zdaje sobie sprawę z inwazji i zamyka się w Czarnych Archiwach razem z Zygonami i włącza odliczanie do uruchomienia bomby nuklearnej, zainstalowanej pod archiwami, które zniszczy nie tylko Zygonów, ale i cały Londyn. Doktorzy, chcąc temu zapobiec i nie mogąc wylądować TARDIS w Archiwach, wykorzystują technologię kostek hipostatycznych, by wejść do znajdującego się w Archiwach obrazu przedstawiającego Arkadię. Wychodzą z obrazu i wykorzystują urządzenie do manipulacji pamięcią, by tymczasowo uniemożliwić wzajemną identyfikację zarówno Zygonom jak i ludziom, aby bez świadomości swojego gatunku mogli wynegocjować pakt pokojowy.
Doktor Wojny, w tym momencie już przekonany o słuszności wysadzenia Chwili, wraca do swojej linii czasowej. Clara, która zdaje sobie sprawę, że Doktor wojny jeszcze nie zniszczył Gallifrey, informuje o tym pozostałe inkarnacje i wspólnie wybierają się do linii czasowej Doktora wojny, chcąc wesprzeć go i podzielić jego brzemię. Clara jednak przypomina im dlaczego wybrał imię Doktor i przekonuje, by znaleźli inne wyjście z sytuacji. Decydują się na użycie kostek hipostatycznych, by uwięzić Gallifrey w czasie i przestrzeni, z dala od wojny, na co dostają zgodę od generała dowodzącego armią planety. Po wykonanej operacji planeta znika w blasku oślepiającego światła.
Doktorzy i Clara wracają do Galerii, niepewni czy ich plan się powiódł. Doktor wojny jest przekonany, że mu się nie udało, zwłaszcza, że jest świadomy, że zawirowania czasowe sprawią, że ani on, ani dziesiąty Doktor nie będą pamiętali, że zmienili plan działania i będzie żył z poczuciem winy, że zniszczył swoją planetę przez całe wieki. Doktor wojny wraca do TARDIS w zamiarze rozpoczęcia kolejnej podróży i zdaje sobie sprawę, że jego kolejny proces regeneracji już się rozpoczął. Dziesiąty Doktor również odchodzi, a jedenasty siedząc samotnie snuje fantazje o tym, jak to mógłby pracować jako kustosz galerii gdyby odszedł na emeryturę. Jego fantazje przerywa kustosz muzeum, który jest niezwykle podobny do czwartej inkarnacji Doktora. Ten mówi mu, że prawdziwym tytułem obrazu nie jest ani „Nigdy więcej” (No More) ani „Upadek Gallifrey” (Gallifrey Falls), tylko że obraz ma tylko jeden tytuł: „Gallifrey nie jest stracona” (Gallifrey Falls No More), z którego Doktor wnioskuje, że plan się powiódł i obiera sobie nowy cel podróży: odnaleźć Gallifrey.

### Nawiązania
Jako że odcinek jest formą uczczenia 50. rocznicy serialu, zawiera wiele nawiązań do wcześniejszych odcinków i postaci. Czołówka odcinka jest nawiązaniem do pierwszego odcinka serialu An Unearthly Child (1963). Ponadto podobnie jak w pierwszym odcinku serialu, akcja zaczyna się od policjanta mijającego napis I.M. Foreman (nazwisko handlarza złomem, na którego terenie Doktor zaparkował TARDIS w odcinku An Unearthly Child), a pierwsze kilka sekund odcinka jest czarno-białe, nawiązując do tego, że serial początkowo produkowany był w formacie czarno-białym (podobna rzecz wydarzyła się także w odcinku The Two Doctors (1985), gdy poprzednim razem więcej niż jeden Doktor pojawili się jednocześnie na ekranie). Szkoła Coal Hill, w której uczy Clara, była szkołą, do której uczęszczała Susan Foreman, wnuczka Doktora. Szkoła ta pojawiła się później także w historii Remembrance of the Daleks (1988), w erze siódmego Doktora. Według znaku stojącego przed szkołą, naczelnikiem rady tej szkoły jest Ian Chesterton, jeden z towarzyszy pierwszego Doktora, który był nauczycielem w tej szkole; dyrektorem jest natomiast W. Coburn, co nawiązuje do reżysera (Waris Hussein) i scenarzysty (Anthony Coburn) odcinka An Unearthly Child. Clara wykorzystuje anty-grawitacyjny motor Doktora z odcinka Dzwony świętego Jana (2012), którym wyjeżdża ze szkoły o 17:16, czyli dokładnie o godzinie gdy po raz pierwszy został wyemitowany odcinek An Unearthly Child na BBC One (program rozpoczął się minutę i 20 sekund później niż planowano). Data i godzina rozpoczęcia jest również wykorzystana jako kod aktywacyjny manipulatora wirów czasoprzestrzennych kapitana Jacka Harknessa, który znajduje się w Czarnych Archiwach.
Gdy TARDIS zostaje przeniesiony przez UNIT, znak wywoławczy wykorzystany przez helikopter by nawiązać łączność z UNIT to „Chart” (Greyhound leader), nawiązując do znaku wywoławczego wykorzystywanego za czasów brygadiera Lethbridge-Stewarta, którego córka Kate zarządza UNIT obecnie. Lethbridge-Stewart był jednym z przyjaciół Doktora, pojawiał się regularnie na ekranie za czasów trzeciego Doktora, choć pojawił się u boku także drugiego, czwartego, piątego i siódmego Doktora.
Jest również wiele nawiązań do ery dziesiątego Doktora. Jego małżeństwo z królową Elżbietą I, które zostało wcześniej wspomniane w odcinkach Kod Szekspira (2007), Do końca wszechświata (2009–2010) oraz w Bestia na dole (2010) zostało pokazane na ekranie. Dziesiąty Doktor wspomina także wcześniej upadek Arcadii w odcinku Dzień zagłady (2006). Jedenasty Doktor wykorzystuje także powiedzenie dziesiątego Doktora czaso-maso (timey-wimey stuff) z odcinka Mrugnięcie (2007). Kiedy dziesiąty Doktor odchodzi po dowiedzeniu się o swojej śmierci na Trenzalore, mówi Nie chcę odchodzić (I don't want to go...). Są to ostatnie słowa jakie dziesiąty Doktor wypowiada przed swoją regeneracją w odcinku Do końca wszechświata. Urządzenie o nazwie „Chwila” również zostaje wcześniej wspomniane w odcinku Do końca wszechświata, ale dopiero tu jest dokładniej przedstawiona, gdy przybiera formę Złego wilka – Rose Tyler. W trakcie negocjacji z Zygonami. Kate wspomina Sycoraxów, którzy pojawili się w odcinku Świąteczna inwazja (2005).
Czarne Archiwa zawierające przedmioty pozaziemskie, które zbiera UNIT, posiada wiele zdjęć poprzednich towarzyszy Doktora oraz przedmiotów z nimi związanych, między innymi czerwone szpilki River Song z historii Czas Aniołów/Kamienne ciała (2010) czy obniżacz masy z odcinka Dzień zagłady. W Archiwach znajduje się także głowa Daleka Supreme z historii Skradziona Ziemia/Koniec podróży (2008), broń Daleka z historii Dalekowie na Manhattanie/Ewolucja Daleków (2007), krzesło z Do końca wszechświata i głowa Cybermana.
Inne nawiązania dotyczą również innych odcinków, w których Doktor spotyka samego siebie, takich jak The Three Doctors (1973) oraz The Five Doctors (1983). Jedenasty Doktor wyzywa dziesiątego Doktora i Doktora wojny pan sandał i dziadek (Sandshoes and Grandad), co jest echem wyzwiska strojniś i klaun (a dandy and a clown) pierwszego Doktora wobec swojej drugiej i trzeciej inkarnacji w odcinku The Three Doctors. Podobnie Władca Czasu z Gallifrey wypowiada się o Doktorze I didn't know when I was well-off. All twelve of them., które przypomina słowa brygadiera z odcinka The Three Doctors: Three of them, eh? I didn't know when I was well off.. Wykorzystana jest również wypowiedź pierwszego Doktora z odcinka The Five Doctors, gdy dziesiąty Doktor mówi jedenastemu Dobrze wiedzieć, że moja przyszłość jest w bezpiecznych rękach (It's good to know my future is in safe hands.). Oryginalnie pierwszy Doktor powiedział to piątemu. Gdy pojawia się Doktor wojny, Clara mówi do Kate Myślę, że jest ich trzech (I think there's three of them), na co Kate odpowiada To nie precedens (There's a precedent for that) w nawiązaniu do odcinka The Three Doctors. Kate Stewart nawiązuje także do problemu z datowaniem historii za czasów trzeciego Doktora, które były realizowane w latach 70., a miały mieć miejsce w latach 80. XX wieku: Przyślij mi jedną z teczek ojca. Kryptonim: Cromer. Lata 70. lub 80. w zależności od protokołu datowania (I need you to send me one of my father's incident files. Codenamed „Cromer”. Seventies or Eighties, depending on the dating protocol.). Kryptonim „Cromer” jest jednocześnie nawiązaniem do odcinka The Three Doctors.
Pojawiają się także znane wypowiedzi z innych odcinków Doktora Who. Przykładowo jedenasty Doktor wypowiada się o odwracaniu polaryzacji, co było często wypowiadanym zdaniem przez trzeciego Doktora. Próbując przystosować się do Doktorów, konsola TARDIS zmienia wygląd wnętrza na poprzednio wykorzystywane przez Doktorów style, a gdy w końcu zmienia się na wnętrze jedenastego Doktora, dziesiąty wypowiada się o nowym wnętrzu Zmieniłeś wystrój. Nie podoba mi się (Oh you've redecorated! I don't like it), nawiązując do drugiego Doktora, który wypowiada to zdanie w odcinku The Three Doctors oraz w The Five Doctors. Zdanie to wykorzystane zostało wcześniej także w odcinku Godzina zamknięcia (2011) przez jedenastego Doktora. Jeden z ostatnich zdań wypowiedzianych przez Doktora wojny przed regeneracją to ...blednę (...wearing a bit thin), co jest nawiązaniem do ostatnich słów pierwszego Doktora przed swoją regeneracją z odcinka The Tenth Planet (1966) – this old body of mine is wearing a bit thin.
Opis dźwięku wydawanego przez TARDIS jako świst i jęk przez Chwilę (Rose Tyler) jest nawiązaniem do opisu w książkach Terrance’a Dicksa.

## Mini-odcinki
Dwa mini-odcinki, oba napisane przez Stevena Moffata, zostały wyemitowane na krótko przed premierą odcinka Dzień Doktora, przedstawiając wydarzenia, które działy się podczas wielkiej wojny o czas – wojny pomiędzy Władcami czasu a Dalekami.
W odcinku The Night of the Doctor do roli ósmego Doktora powraca Paul McGann, którego wcześniejsze (i jedyne) telewizyjne wystąpienie w tej roli miało miejsce w filmie telewizyjnym w 1996 roku (choć pojawił się w tej roli także w serii słuchowisk Big Finish Productions). Zakon żeński z Karn, który zna sekret eliksiru życia, pojawił się wcześniej w odcinku The Brain of Morbius w 1976 roku.
| – | The Night Of The Doctor | John Hayes  | Steven Moffat | 7 minut  | 14 listopada 2013 |
| Doktor jest obdżektorem Wielkiej Wojny i odmawia w niej udziału. Chce uratować pilota statku za pomocą TARDIS, jednakże gdy pilot odkrywa, że Doktor jest Władcą czasu, odmawia pomocy z jego strony, wybierając śmierć i statek rozbija się na Karn. Doktor zostaje uratowany przez zakon żeński z Karn. One przekonują go, że musi jednak wziąć udział w wojnie, by zmienić jej bieg. |                         |             |               |          |                   |
| – | The Last Day            | Jamie Stone | Steven Moffat | 4 minuty | 21 listopada 2013 |
| Żołnierz z Gallifrey jest świadkiem ataku Daleków na Arcadię, drugiego co do wielkości miasta Gallifrey. Upadek Arkadii staje się główną i najważniejszą bitwą wojny, wokół której koncentruje się akcja Dnia Doktora. |                         |             |               |          |                   |

## Produkcja
Producentami wykonawczymi odcinka była Faith Penhale oraz Steven Moffat.

### Obsada
30 marca 2013 wystąpił błąd w procesie dystrybucji, w związku z czym wielu subskrybentów magazynu Doctor Who Magazine otrzymało numer na pięć dni przed oficjalną premierą. W numerze tym pojawiło się obwieszczenie, że David Tennant oraz Billie Piper, którzy odgrywali role kolejno dziesiątego Doktora i Rose Tyler pojawią się w rocznicowym odcinku serialu, u boku Johna Hurta. Moffat nie chciał, by w odcinku pojawiła się ponownie Rose, ponieważ uważał, że jej historia była dobrze zakończona i nie czuł się komfortowo dodając kolejny rozdział opowieści z jej życia, zwłaszcza, że jej historia była pomysłem poprzedniego producenta wykonawczego Russela T Daviesa. Chciał jednak wrócić w jakiś sposób do jej postaci, jako że symbolizowała ona odrodzenie się Doktora Who.
John Hurt nie brał udziału w przesłuchaniu do roli, lecz został poproszony o jej zagranie przez zespół produkcyjny i zgodził się niemalże natychmiast.
Gościnnie wystąpili także Joanna Page jako królowa Elżbieta I oraz Jemma Redgrave jako Kate Stewart, córka jednego z przyjaciół i towarzyszy Doktora, brygadiera Lethbridge-Stewarta. Ponadto w odcinku mają swoje cameo Peter Capaldi, który zastępuje Smitha w roli Doktora w kolejnym odcinku (Czas Doktora), a także Tom Baker, odtwórca roli czwartego Doktora.
Christopher Eccleston przedyskutował z Moffatem plany związane z odcinkiem rocznicowym, jednakże w ostatecznym rachunku odrzucił ofertę powrotu do roli dziewiątego Doktora.
Sylvester McCoy, odtwórca roli siódmego Doktora, oświadczył, że żaden z odtwórców roli Doktora z klasycznego okresu serialu nie otrzymało propozycji pojawienia się w odcinku rocznicowym. Informację tę potwierdzili również Colin Baker, Paul McGann oraz Sylvester McCoy podczas wywiadu dla australijskiej telewizji. Jednakże McGann powiedział później, że niczego nie wyklucza i być może zostanie wezwany do zagrania roli w ostatniej chwili, jako że jeszcze zostało sporo czasu do rocznicy i wszystko jest jeszcze w fazie przygotowań.
Radio Times podało w lipcu 2013 roku informację, że któryś z Doktorów z klasycznej ery serialu jednak pojawi się w odcinku, powołując się nieoficjalne źródła.
Freema Agyeman oraz John Barrowman, odtwórcy ról towarzyszy Doktora, kolejno Marthy Jones oraz Jacka Harknessa, potwierdzili, że nie pojawią się w odcinku.

### Scenariusz
Dzień Doktora został napisany przez Stevena Moffata, wyreżyserowany przez Nicka Hurrana, a wyprodukowany przez Marcusa Wilsona.
Moffat pierwsze zarysy scenariusza do odcinka rocznicowego stworzył już pod koniec 2011 roku, jako że w wywiadzie przeprowadzonym w związku z jego pracą nad filmem Przygody Tintina wspomniał, że ekipa produkcyjna wie, co chce zrobić oraz że przygotowuje się do produkcji odcinka. Moffat rozpoczął pracę nad scenariuszem do odcinka Dzień Doktora w 2012 roku. Sam wspominał, że swoją pracę trzyma zabezpieczoną hasłem oraz że nie utworzył żadnych papierowych kopii. W kontekście plotek dotyczących odcinka Moffat powiedział, że większość pojawiających się informacji dotyczących odcinka jest fałszywa i tym razem to nie on jest odpowiedzialny za dezinformację.
Moffat powiedział w wywiadzie dla Doctor Who Magazine, że pierwotnie planował, że to dziewiąta inkarnacja Doktora (grana przez Christophera Ecclestona) była tą, która zakończyła wielką wojnę o czas, pomimo pewnych wątpliwości: „Tak, ale wiecie, zawsze byłem nerwowy gdy przychodziło co do czego, ponieważ zupełnie nie pasowało to do wersji Doktora Rose. W odcinku Rose to jest pewnie i definitywnie nowy Doktor. Nie mógłby być tym, który nacisnął przycisk w trakcie wojny, ponieważ był jednoznacznie nową inkarnacją w tym odcinku. Ponadto miałem również spory problem by wyobrazić sobie, że to ósmy Doktor naciska guzik”.
Gdy stało się jasne, że Eccleston nie pojawi się w odcinku, Moffat zmienił koncept, decydując się stworzenie innego Doktora, który nie występował nigdy wcześniej i byłby grany przez jakiegoś znanego aktora.
Pomimo iż Smith i Tennant wystąpili w odcinku, to jednak na etapie pisania scenariusza do odcinka żaden z nich nie miał podpisanego kontraktu z wytwórnią i Moffat nie mógł być pewien, że obaj zgodzą się wystąpić w odcinku. Dlatego też przygotował wersję scenariusza, której jedyną osobą z głównej obsady byłaby Coleman.
Wiedząc, że Matt Smith planuje odejść z serialu, Moffat celowo napisał scenę, gdzie swoje cameo miał dwunasty Doktor. Moffat Wypowiedział się później, od samego początku planował by wszyscy Doktorzy przylecieli aby wspólnymi siłami uratować Gallifrey, mimo iż w trakcie pisania tej sceny rola dwunastego Doktora nie była jeszcze obsadzona.
10 września 2013 roku ogłoszono, że odcinek został nazwany The Day of The Doctor.

### Zdjęcia
Ponieważ odcinek Dzień Doktora był filmowany w technologii 3D, sfilmowanie go trwało dłużej niż zwykle, a każdy efekt specjalny musiał zostać zrenderowany dwukrotnie.
Zdjęcia poza studiem filmowym rozpoczęły się 2 kwietnia 2013 roku. 9 kwietnia zdjęcia wykonano w Londynie na Trafalgar Square. 17 kwietnia 2013 roku realizowano sceny w miejscowości Chepstow w Walii oraz w tamtejszym zamku z udziałem Matta Smitha, Jenny Coleman, Billie Piper oraz Davida Tennanta. 2 maja 2013 roku wykonano sceny w Cardiff, które obejmowały Totter's Lane oraz szkołę Coal Hill – miejsca, które zostały wykorzystane do zrealizowania pierwszego odcinka serialu An Unearthly Child (1963) a także odcinków Attack of the Cybermen (1985) i Remembrance of the Daleks (1988).
Zdjęcia do odcinka zakończyły się 5 maja 2013 roku. 4 i 5 maja 2013 roku wykonano zdjęcia z udziałem Paula McGanna do mini-odcinka The Night of the Doctor.
Ostatnią scenę zrealizowano 3 października 2013 roku, 5 miesięcy po oficjalnym zakończeniu zdjęć – była to scena (cameo) z udziałem dwunastego Doktora (Peter Capaldi). Wykonano ją przy okazji wykonywania zdjęć do kolejnego odcinka Czas Doktora.
Do wykonania scen wielkiej wojny o czas wykorzystano miniatury wykonane przez Mike’a Tuckera i jego firmę The Model Unit. Wykorzystano także nieznacznie zmodyfikowane 18-calowe modele Daleków wyprodukowane przez Character Options.

### Ścieżka dźwiękowa
Wybrane utwory z odcinka Dzień Doktora, skomponowane przez Murraya Golda, a wydane przez Silva Screen Records, pojawiły się na rynku 24 listopada 2014 roku.

## Zwiastuny
Pierwszy zwiastun odcinka został zaprezentowany uczestnikom panelu Doktora Who na San Diego Comic-Conie w lipcu 2013 roku. BBC zdecydowało się nie rozpowszechniać tego zwiastuna szerszej publiczności, co spotkało się z niezadowoleniem brytyjskich fanów serialu. W odpowiedzi na krytykę fanów, 26 lipca BBC wydało oświadczenie, że zwiastun ten był przeznaczony wyłącznie dla uczestników panelu, natomiast zwiastuny przeznaczone wyłącznie dla brytyjskiej publiczności mają ukazać się w ciągu najbliższych miesięcy.
28 września BBC ogłosiło, że specjalnie przygotowany zwiastun znajduje się w postprodukcji. Zwiastun ten miał swoją premierę 19 października 2013 roku.
9 listopada 2013 roku, wcześniej niż zamierzano, BBC opublikowało drugi zwiastun odcinka rocznicowego; było związane z przedwczesnym przeciekiem 14-sekundowego klipu mającego być zwiastunem dzień wcześniej. 10 listopada opublikowano dłuższą wersję zwiastuna z 9 listopada.
Oprócz tego 10 listopada 2013 roku wykorzystano na antenie BBC krótki teaser, w którym jedenasty Doktor mówi Zegar tyka (The clock is ticking). 11 listopada wyemitowano kolejny tego typu teaser, w którym jedenasty Doktor mówi Wszystko do tego właśnie prowadziło… (It's all been leading to this…).
15 listopada 2013 roku w ramach corocznego wydarzenia charytatywnego Children in Need został zaprezentowany klip z Dnia Doktora.

### Inne formy promocji
28 września 2013 roku BBC rozpoczęło trent na Twitterze za pomocą hasztagu #SaveTheDay jako formę promocji odcinka specjalnego. Ponadto wykorzystano nowo zaprojektowany wizualny i dźwiękowy identyfikator programu, który pokazano przed i po emisji premierowego odcinka Atlantis na BBC One.
Uruchomiono także specjalną stronę internetową mającą promować odcinek.

## Emisja
Państwa w których odcinek wyemitowano w telewizji.
     Państwa w których odcinek wyemitowano w kinach.
     Państwa w których odcinek wyemitowano zarówno w telewizji jak i w kinach.

Państwa, w których Dzień Doktora został wyemitowany w tym samym czasie.
Państwa w których odcinek wyemitowano w telewizji.
Państwa w których odcinek wyemitowano w kinach.
Państwa w których odcinek wyemitowano zarówno w telewizji jak i w kinach.

Premiera odcinka odbyła się 23 listopada 2013 roku, w dniu pięćdziesiątej rocznicy wyemitowania pierwszego odcinka serialu. BBC wyemitowało odcinek jednocześnie na stacjach telewizyjnych i w kinach w 94 krajach świata, by uniknąć przecieków fabuły. W ten sposób serial został wpisany do księgi rekordów Guinnessa za największą jednoczesną emisję serialu.
W Polsce odcinek został wyemitowany 23 listopada 2013 roku na kanale BBC Entertainment pod tytułem Dzień Doktora.
Odcinek ten w dniach 23 i 24 listopada 2013 roku wyemitowano w sumie w ponad 100 krajach świata, zarówno w telewizji jak i w kinach.

### Kina
Odcinek był wyświetlany w kinach całego świata, w krajach takich jak Wielka Brytania, Irlandia, Stany Zjednoczone, Kanada, Niemcy i Rosja. W Meksyku odcinek wyświetlono w wybranych kinach 3D sieci Cinemark. Odcinek można było obejrzeć także w kinach w Brazylii, Chile, Kolumbii, Ekwadorze, Panamie i Peru.
Wersję kinową odcinka poprzedzało wprowadzenie Dana Starkeya w roli Straxa oraz Johna Hurta, Davida Tennanta oraz Matta Smitha w roli Doktora.

## Oglądalność
Premierę odcinka specjalnego obejrzało 10,18 miliona widzów w Wielkiej Brytanii. Ostatecznie odcinek w telewizji w Wielkiej Brytanii obejrzało 12,8 milionów widzów, co uplasowuje odcinek pod względem oglądalności jako drugi, po odcinku Drugi „Doktor” z 2008 roku, którego obejrzało 13,1 miliona widzów. Dochody ze sprzedaży biletów na pokazy filmowe tego odcinka wyniosły w Wielkiej Brytanii 1,7 miliona funtów (około 2,2 miliona dolarów), co sprawiło, że odcinek ten był w premierowym tygodniu trzecim co do popularności pokazem filmowym, zaraz za filmami Igrzyska śmierci: W pierścieniu ognia oraz Grawitacja. Ponadto odcinek ten był najczęściej wyświetlanym materiałem w ciągu pierwszych 24 godzin na platformie BBC iPlayer, wyświetlono go 1,27 miliona razy. Do 3 grudnia liczba ta wzrosła do 2,9 miliona wyświetleń. Z powodu ostatecznych wyników oglądalności odcinek ten stał się najczęściej oglądanym materiałem w 2013 roku.
Premierę odcinka na kanale BBC America obejrzało 2,4 miliona widzów. Tym samym kanał zanotował najwyższą oglądalność w historii swojego istnienia. Ten rekord oglądalności został pobity miesiąc później, premierą odcinka Czas Doktora.
Na całym świecie pokazy kinowe przyniosły 10,2 milionów dolarów zysku. W samych Stanach Zjednoczonych, gdzie pokazy odbyły się w 660 kinach, zyski ze sprzedaży biletów wyniosły 4,8 miliona dolarów. W Niemczech pokazy kinowe przyniosły 317 tysięcy dolarów zysku, a w Hiszpanii 30 tysięcy dolarów.
W Australii odcinek został wyświetlony na kanale ABC1, gdzie premierowy pokaz i powtórkę obejrzało łącznie 1,95 miliona widzów. Pokazy kinowe odcinka przyniosły ponad 1,5 miliona dolarów australijskich zysku; była to także trzecia co do popularności pozycja. Ponadto, w ciągu dnia od premiery odcinek w Australii został obejrzany przez 51 tysięcy osób za pośrednictwem usługi ABC iview.
Na kanale Prime w Nowej Zelandii premierę odcinka i jego powtórkę obejrzało łącznie ponad 219 tysięcy osób; był to najchętniej oglądany program tej stacji.
W Kanadzie premierę odcinka wyemitował kanał Space, którą obejrzało 1,1 miliona osób, ustanawiając rekord najwyższej oglądalności stacji w historii jej istnienia. Łącznie z powtórką odcinek obejrzało w Kanadzie 1,7 miliona osób.

## Odbiór
Odcinek został bardzo pozytywnie przyjęty przez krytyków. W serwisie Rotten Tomatoes seria otrzymała od krytyków 100% świeżości na podstawie 18 recenzji.
Ben Lawrence z The Daily Telegraph określił odcinek jako czarujący, ekscentryczny i bardzo, bardzo brytyjski, zaznaczając, że najmocniejszą stroną odcinka były dylematy moralne, przed jakim stanął Doktor w tym odcinku. Simon Brew z Den of Geek określił odcinek jako niesamowity, i tętniący komedią, ambicją i rozrywką. Jon Cooper z The Mirror stwierdził natomiast, że odcinek nie tylko daje zapalonym fanom możliwość na nowe spojrzenie na serial, ale także przeciętnym widzom daje niesamowitą opowieść stanowiąc przypomnienie, dlaczego tak bardzo wszyscy kochamy ten serial. Chris Taylor z Mashable stwierdził, że odcinkowi udało się zaspokoić oczekiwania zarówno wiernych fanów i nowych widzów.
Viv Grospok z The Guardian uznała fabułę odcinka za zadowalającą, jednak zawiłą.
Jim Shelley z Daily Mail określił odcinek jako typowy dla Doktora w ery Moffata: sprytny, chaotyczny, będący kombinacją zmyślności, drobnych szczegółów i ogromnego, pustego, pompatycznego wrzasku. Stwierdził również, że w zależności od podejścia do serii, fabułę odcinka można określić jako niedorzeczną, ryzykowną lub zuchwałą, ponieważ w odcinku upchnięto wiele wątków – Doktor i królowa Elżbieta, pojawienie się Rose i pojawienie się Doktora wojny. Uważał, że scenarzysta zamieszczając tak wiele różnych, niepotrzebnych elementów sprawił, że odcinek nie był ani specjalnie śmieszny, ani straszny. Shelley krytykował także „zbyt zamerykanizowane” efekty specjalne, Zygonów, którzy w jego opinii byli niewystarczająco straszni, sceny z Elżbietą, przywodzące mu na myśl odcinki Czarnej żmii, i wspólne sceny Matta Smitha i Davida Tennanta sprawiające wrażenie dobrej zabawy nie pomiędzy postaciami, a pomiędzy samymi aktorami.
Firma analityczna SecondSync opublikowała informację, że w godzinach od 19:00 do 21:05 w dniu emisji odcinka wygenerowano prawie pół miliona postów w serwisie Twitter; w szczytowym momencie było to prawie 13 tysięcy postów na minutę.
Widzowie również odebrali odcinek pozytywnie. Użytkownicy serwisu Rotten Tomatoes ocenili go na 92% świeżości na podstawie 457 recenzji.

### Nagrody i nominacje
Dzień Doktora zdobył nagrodę publiczności Radio Times na ceremonii rozdania nagród telewizyjnych Brytyjskiej Akademii Filmowej w maju 2014 roku, był także nominowany w 2014 roku do nagrody Hugo w kategorii najlepsza prezentacja dramatyczna (krótka forma).
Na ceremonii BAFTA Television Craft odcinek ten otrzymał nagrodę w kategorii efekty specjalne, wizualne i graficzne w 2014 roku.

## Wydanie DVD i Blu-ray
2 grudnia 2013 roku Dzień Doktora pojawił się na DVD oraz na 3D Blu-ray w Wielkiej Brytanii. 4 grudnia 2013 roku w Australii oraz 10 grudnia 2013 w Ameryce Północnej.
8 września 2014 roku ten odcinek specjalny został wydany na DVD i Blu-ray po raz drugi, jako część zestawu 50th Anniversary Collectors Boxset razem z odcinkami Imię Doktora, The Night of the Doctor, Czas Doktora, filmem An Adventure in Space and Time oraz skeczem The Five(ish) Doctors Reboot. W zestawie znalazły się również materiały związane z czytaniem scenariusza (read-through).
Odcinek ten został wydany 4 listopada 2014 także w Regionie A na Blu-ray w zestawie z wszystkimi odcinkami, w których rolę Doktora odgrywa Matt Smith pt.: Doctor Who: The Complete Matt Smith Years.

## Powiązane materiały

### An Adventure in Space and Time
Świętując obchody 50-rocznicy serialu, oprócz odcinka Dzień Doktora wyprodukowano także film pełnometrażowy zatytułowany An Adventure in Space and Time. Film ten, napisany przez Marka Gatissa, jest dramatem historycznym, którzy przedstawia historię powstania i pierwszych lat produkcji serialu. Główne role odgrywają w nim David Bradley (jako William Hartnell), Jamie Glover (jako William Russell), Jemma Powell (jako Jacqueline Hill) i Claudia Grant (jako Carole Ann Ford).

### The Five(ish) Doctors Reboot
Jako uzupełnienie odcinka Dzień Doktora, Peter Davison napisał i wyreżyserował 30-minutową parodię, zatytułowaną The Five(ish) Doctors Reboot. W parodii tej Davison, a także Colin Baker i Sylvester McCoy (odtwórcy kolejno piątego, szóstego i siódmego Doktora) próbują za wszelką cenę otrzymać angaż w odcinku Dzień Doktora. Parodia została wyprodukowana w połowie 2013 roku. Jej produkcja została zauważona, gdy trzech byłych Doktorów imitowało protest przed wejściem do BBC Television Centre. W komedii tej pojawiło się także wielu ludzi powiązanych z produkcją serialu Doktor Who, między innymi Paul McGann, David Tennant, Matt Smith, Steven Moffat, Russell T Davies i John Barrowman. Skecz ten w 2014 roku został nominowany do nagrody Hugo w kategorii najlepsza prezentacja dramatyczna (krótka forma).

### Radio
W październiku 2013 roku Big Finish Productions wydało z okazji 50. rocznicy powstania serialu odcinek radiowy, w którym pojawili się Doktorzy od czwartego do ósmego, zatytułowany The Light at the End.

### Inne
Brytyjski Instytut Filmowy zorganizował obchody 50-lecia serialu, które polegały na pokazach wybranych odcinków z udziałem kolejnych Doktorów na comiesięcznych spotkaniach; ten cykl wydarzeń rozpoczął się 12 stycznia 2013 roku wyświetleniem odcinka An Unearthly Child z ery pierwszego Doktora, natomiast kulminacyjny moment i finał obchodów przypadł na 23 listopada 2013 roku.